# Alegeri legislative în Lituania, 1996
Alegerile parlamentare au avut loc în Lituania, în două  etape, pe 20 octombrie și 10 noiembrie 1996. Prima rundă de   aceste    a 
alegeri parlamentare, a avut loc concomitent cu un  referendum care să modifice articolele 55, 57 și 131 din Constituție, precum și un referendum 
privind utilizarea veniturilor din privatizare. Al doilea tur de scrutin a avut loc concomitent cu un referendum pentru modificarea articolului 47 din 
Constituție.
72 de parlamentari au fost aleși pe liste de partid  și 69 de parlamentari în circumscripții de cate un singur membru; în circumscripțiile respective în cazul în care nici un candidat nu a câștigat mai mult de 50% din voturi pe 20 octombrie, o realegere a avut loc pe 10 noiembrie.
La 9 aprilie 1996, un decret a emis de Președintele Republicii Algirdas Brazauskas stabilit data alegerilor pentru 20 octombrie și a doua rundă de vot, dacă este necesar, pentru 10 noiembrie.
Concurenții principale au fost Partidul Democrat al Muncii din Lituania (LDLP), Partidul Social Democrat din Lituania (succesor   al Partidului Comunist din Lituania și condus de Česlovas Juršėnas), și Uniunea Patriei - lituaniană Partidul Conservator, înființat în 1993 de la  elementele lui Sajūdis (mișcarea de reformă care au pavat drumul spre suveranitate) și condus de Vytautas Landsbergis, considerat erou de unitate a  independenței Lituaniei în 1991. Conservatorii aliați au fost Partidul Creștin-Democrat și Uniunea Centru. In sondaje favorita era opoziția de dreapta  peste LDLP, care a fost criticata pentru stagnarea economică a țării și a fost afectata de scandaluri financiare, inclusiv unul în care era  implicat  fostul prim-ministru Adolfas Šleževičius. Forțele rivale, în general, au convenit asupra politicii externe (în special afilierea la NATO și  instituțiile europene), economia a fost în fruntea campaniei de dezbatere, așa cum a fost patru ani mai devreme, când a câștigat LDLP pe aceeași bază  Landsbergis., la rândul său, a ales o platforma anti-coruptie, promițând îmbunătățirea și stabilitatea pe scena politica internă. În total, 1352 de candidați (considerabil mai mult decât în 1992) concurau pentru cele 141 de locuri puse în joc.
Ziua de votare a fost marcată de o rata de participare relativ scăzută. Doar doua din cele 71 de locuri au fost castigate în primul tur,  la 10 noiembrie a fi necesar pentru alte 65 (noi alegeri urmau să fie organizate în cele patru circumscripții restante). A doua rundă a văzut de   asemenea, o prezența scăzută la vot. Rezultatele finale au dat la marginea taberei conservatoare, care a fost semnificativ mai unificată decât în    
trecut.Alegerilor au fost câștigate de către Uniunea Patriei - lituaniană Partidul Conservator, care a câștigat 70 de locuri.
La 25 noiembrie, noul ales Seimas si-a consumat prima sa sesiune și Landsbergis a fost ales in calitate de vorbitor. Noul Consiliu de Miniștri, condus de prim-ministrul Gediminas Vagnorius, a fost format la 4 decembrie. Algirdas Saudargas, a fost numit ministru al Afacerilor Externe.